# Hrabstwo Fresno
Hrabstwo Fresno (ang. Fresno County) – hrabstwo w stanie Kalifornia w Stanach Zjednoczonych. Obszar całkowity hrabstwa obejmuje powierzchnię 6017,42 mil² (15 585,04 km²). Według szacunków United States Census Bureau w roku 2009 miało 915 267 mieszkańców.
Hrabstwo powstało w 1856 roku. Na jego terenie znajdują się:
- miejscowości – Clovis, Coalinga, Firebaugh, Fowler, Fresno, Huron, Kerman, Kingsburg, Mendota, Orange Cove, Parlier, Reedley, San Joaquin, Sanger i Selma
- CDP – Auberry, Big Creek, Biola, Bowles, Calwa, Cantua Creek, Caruthers, Centerville, Del Rey, Easton, Friant, Fort Washington, Lanare, Laton, Mayfair, Malaga, Minkler, Monmouth, Old Fig Garden, Sunnyside, Raisin City, Riverdale, Squaw Valley, Shaver Lake, Tarpey Village, Three Rocks, Tranquillity, West Park.